# Куликово (озеро, Курганская область)
Кулико́во — пресное озеро в Мишкинском и Шумихинском районах Курганской области России. Относится к бассейну реки Миасс. Озеро находится в 120 км к запад-северо-западу от Кургана и в 50 км к юго-западу от Шадринска. К западу лежит озеро Ленево, к югу — озеро Травяное, а к северу — озеро Таволжаное.
Водоём имеет лопастную форму, выделяются несколько мысов и полуостровов. Имеется три острова. Береговая линия значительно изрезана. Зеркало озера расположено на высоте 142,4 метра над уровнем моря. Площадь водной поверхности — 12,3 км². Длина озера составляет около 6,7 км с запада на восток, максимальная ширина в центральной части — 2,7 км.
Значительных притоков не имеет. Имеется сезонный сток в ручей Боровлянка, левый приток реки Миасс. Берега низкие, открытые, поросшие луговой растительностью. Участками подступает лес. Западный берег умеренно заболочен. На восточном берегу расположена деревня Рытикова, на южном — Куликово, на северном — Мокрушино. 